# Danny Nightingale
Robert Daniel "Danny" Nightingale (Redruth, 21 de maio de 1954) é um ex-pentatleta britânico campeão olímpico. 

## Carreira
Danny Nightingale representou seu país nos Jogos Olímpicos de 1976 e 1980, na qual conquistou a medalha de ouro, por equipes, em 1976. 